# Hesperoptenus doriae
Hesperoptenus doriae är en fladdermusart som först beskrevs av Peters 1868.  Hesperoptenus doriae ingår i släktet Hesperoptenus och familjen läderlappar. IUCN kategoriserar arten globalt som otillräckligt studerad. Inga underarter finns listade i Catalogue of Life.
Denna fladdermus förekommer på Malackahalvön och på västra Borneo. Arten observerades bara i låglandet. Individerna bildar mindre flockar med upp till fem medlemmar och vilar på stora blad.